# Val d'Anniviers
Val d'Anniviers är en dal i Schweiz.   Den ligger i kantonen Valais, i den södra delen av landet, 80 km söder om huvudstaden Bern.
Trakten runt Val d'Anniviers består i huvudsak av gräsmarker. Runt Val d'Anniviers är det glesbefolkat, med 8 invånare per kvadratkilometer.